# Caixa d'esca

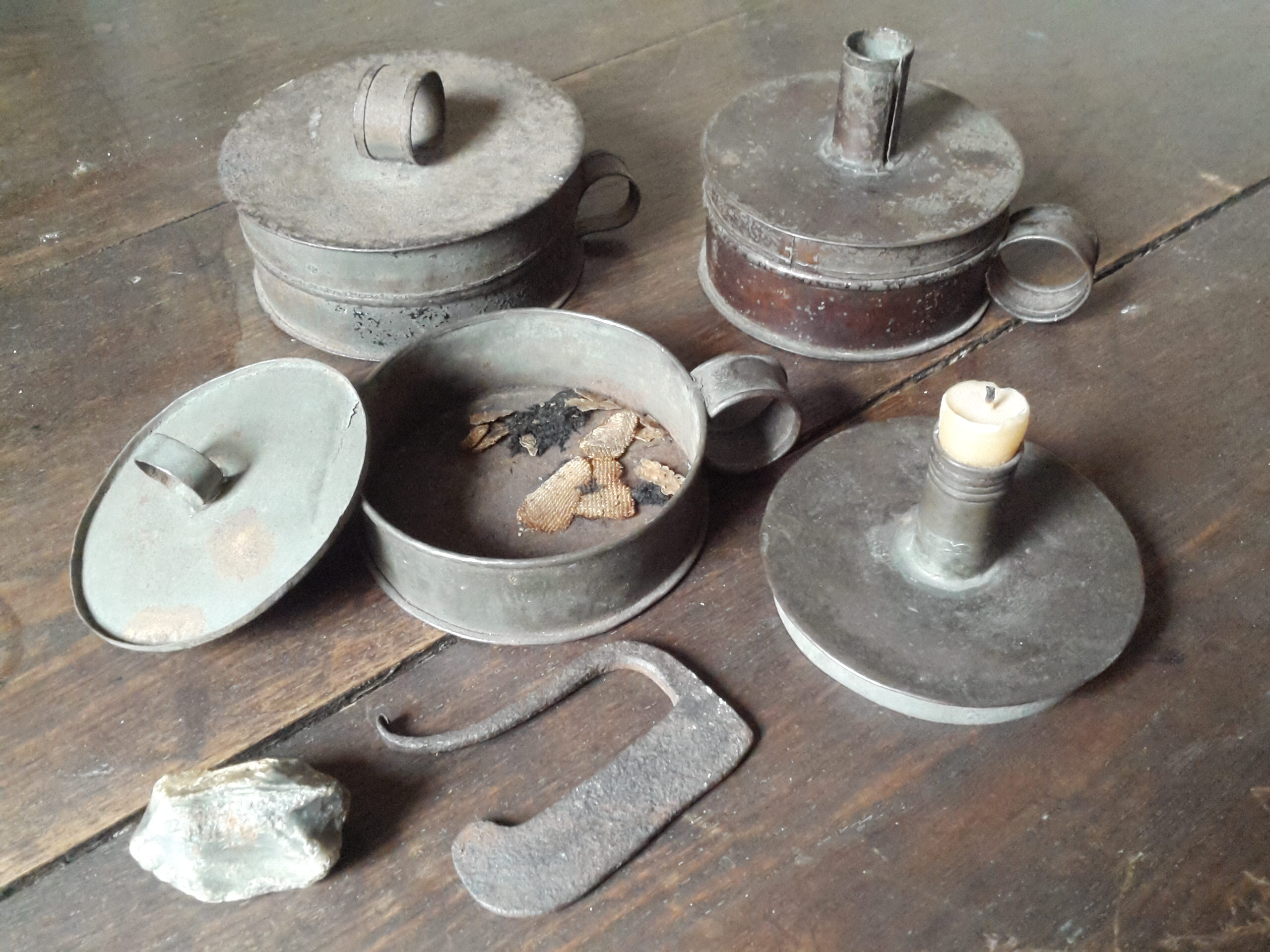
Llaunes d'esca del i començament del, fetes de llauna.

Una capsa d'esca és un recipient fabricat de fusta o de metall que contenia un foguer, mistos amb puntes de sofre i esca que en general era una tela de carbó, o una petita quantitat d'algun material fibrós finament dividit (tal com cànem) per a ajudar a encendre un foc. Les capses d'esca es van deixar d'utilitzar quan es van inventar els mistos de fricció.

## Història i ús

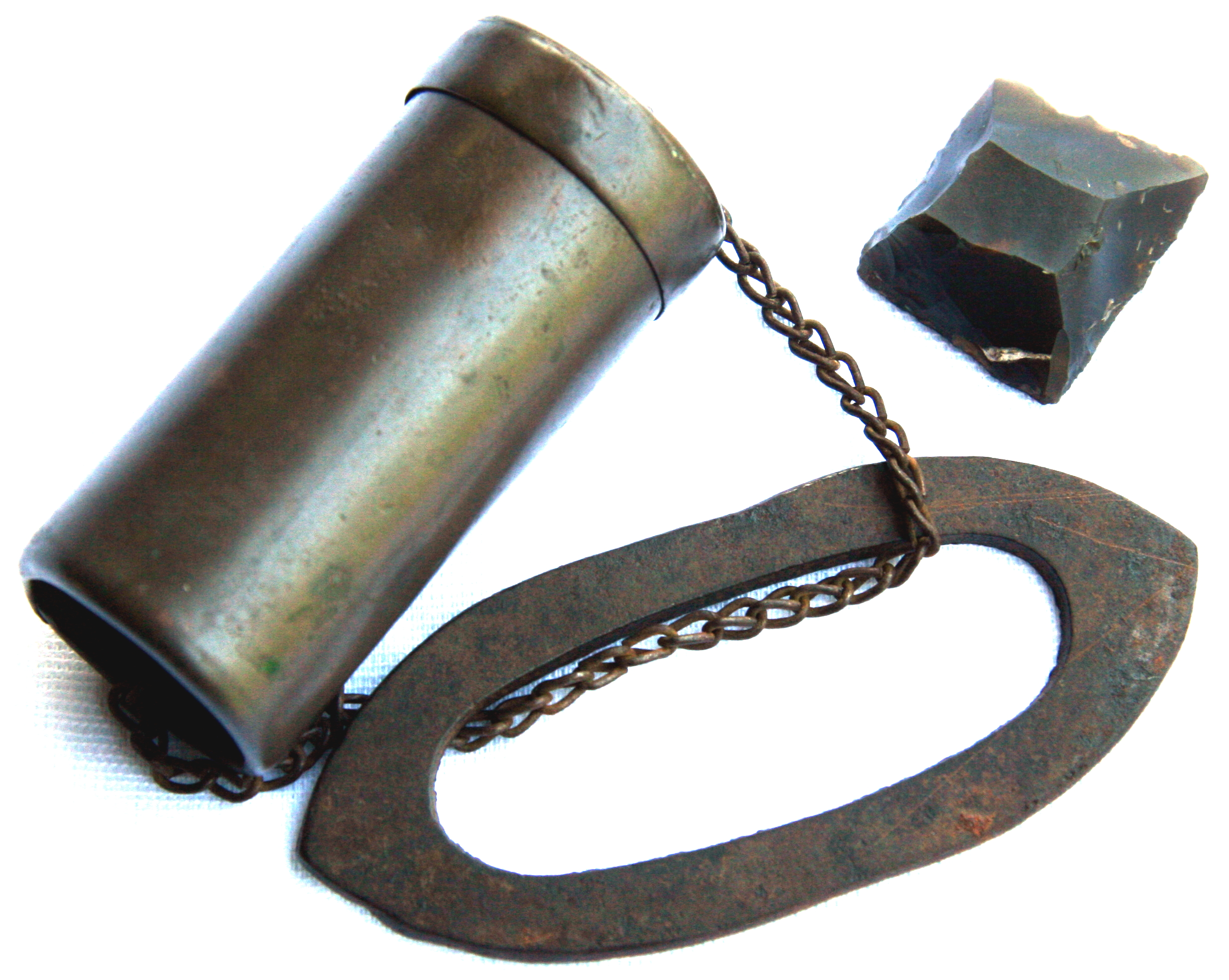
Una llauna d'esca portàtil amb un "foguer" d'acer i un tros de pedrenyal.

Durant la prehistòria a Europa es raspaven entre si trossos de pedrenyal i pirita de ferro (comunament anomenada“or dels ximples”) per a produir una espurna que encengués un foc. Amb el desenvolupament del procés de fosa del mineral de ferro durant l'edat del ferro a la fi el foguer va reemplaçar les pirites. El foguer era un tros d'acer al carboni (és difícil de produir espurnes amb un tros de ferro comú), que en general estava torçat formant una 'D', o un anell ovalat, de manera que es pogués agafar amb dos o tres dits per a raspar-lo contra la pedra. Sovint hom partia el pedrenyal per a obtenir un vora afilada per tal de produir l'espurna més fàcilment, substituint-lo de vegades per altres roques dures com la quarsita, chert o calcedonia.

### Tela de carbó
La tela de carbó (que encara es fabrica avui dia per als entorns de supervivència) és una tela fabricada amb alguna fibra vegetal (per exemple cotó, lli, o jute) que prèviament ha estat carbonitzada mitjançant pirólisi, per la qual raó té una baixa temperatura d'ignició i un cremar lent, per això és un material apropiat per a ser utilitzat com a esca. De vegades també hom utilitzava l'esca preparada de bolet d'esca impregnada amb nitrat de potassi (sal de pedra) i assecada, o bé un tros de fusta podrida seca que també crema bé.
El pedrenyal era colpejat amb un moviment descendent vigorós del foguer, fet que produïa una pluja d'espurnes sobre l'esca col·locada a l'interior de la llauna. Les espurnes (en realitat trossets de metall incandescent arrencats al colpejar el dur pedrenyal) creaven petites flames en caure sobre la tela de carbó, que en començar la combustió, bastava de bufar una mica per a encendre l'extrem de l'estella de fusta impregnada de sofre.
Llavors l'esca en flames podia ser utilitzada per encendre una espelma, sovint situada en un allotjament a la tapa de la llauna, i finalment la tela s'apagava per a conservar-la per a la vegada següent. Amb habilitat, era possible encendre un foc en menys d'un minut, però de vegades podia caldre més temps, per això ocasionalment s'hi agregava un polsim de pólvora per a facilitar el procés.
En sortir de viatge fora de la llar sovint s'utilitzava una petita llauna d'esca portàtil, de vegades també contenia una lent d'augment a la tapa per a encendre l'esca directament amb l'ajuda de la llum solar. Les persones que treballaven al camp encenien el foc colpejant un pedrenyal amb un ganivet dirigint les espurnes cap a un tros de paper d'ignició (paper impregnat amb nitrat de potassi i després assecat) que portaven a la butxaca per a aquesta finalitat.

### Segles XVII i XIX
La pistola d'esca, basada en el mecanisme de pedrenyal, era una alternativa més costosa a la llauna d'esca i durant el segle xviii era utilitzada sovint a les llars de classes socials benestants o mitjanes. Al començament del segle xix es va inventar un mètode més eficaç que la llauna d'esca amb una roda giratòria de metall per a produir les espurnes a part hi havia altres dispositius experimentals disponibles, tals com el pistó de foc i la caixa d'encès instantani. La necessitat de tenir mistos amb extrems de sofre va donar origen a una petita indústria domèstica essent venuts pels carrers per joves "fosforeres".
Les capses d'esca eren un element d'ús quotidià durant el segle xviii i començament del segle xix, però amb la invenció dels llumins de fricció el 1827 per John Walker, que va permetre encendre un llumí per raspat contra dues fulles de paper d'escata, ràpidament les caixes d'esca van quedar obsoletes.
Un llibre publicat el 1881 destaca que el 1834 l'editor d'una revista havia predit que malgrat l'aparició dels mistos de fricció, la llauna d'esca continuaria de ser utilitzada a les llars, però en realitat ja a l'època que es va escriure l'article, la llauna d'esca s'havia convertit en un element rar i costós que només es podia trobar als museus d'antiguitats. Un altre llibre imprès el 1889 descriu aquest tipus de llauna d'esca, fent notar que els patrons de desgastqment en el pedrenyal eren idèntics als observats en els pedrenyals existents a les col·leccions de peces prehistòriques.